# Leurville
Leurville település Franciaországban, Haute-Marne megyében. Lakosainak száma 77 fő (2022. január 1.). Leurville Busson, Chambroncourt, Orquevaux, Reynel és Épizon községekkel határos.

## Népesség
A település népességének változása:
| Lakosok száma | 163  | 103  | 88   | 92   | 93   | 91   | 84   | 77   | 75   | 77   |
|               | 1968 | 1982 | 1990 | 2006 | 2013 | 2015 | 2017 | 2019 | 2020 | 2022 |